# Levon Mnatsakanyan
Levon Mnatsakanyan (in armeno Լեւոն Մնացականյան?; Stepanakert, 14 settembre 1965) è un generale armeno.
È un alto ufficiale militare artsaco ed ex comandante dell'Esercito della difesa del Nagorno Karabakh (Artsakh) e in quanto tale anche ministro della Difesa della Repubblica.

## Biografia
È nato a Stepanakert nel 1965 da una famiglia armena. Mnatsakanyan iniziò il suo servizio militare nel 1983, quando si trasferì nella RSS Bielorussa per lavorare nel distretto militare bielorusso dell'esercito sovietico. Nel 1989 si è laureato con il massimo dei voti presso l’Istituto politecnico “Karl Marx”.
Dopo la caduta dell'Unione Sovietica, Mnatsakanyan prestò servizio in unità di artiglieria nel nuovo esercito di difesa dell'Artsakh e nelle forze armate dell'Armenia. Si è laureato presso l'Accademia militare dello Stato maggiore delle forze armate russe nel 2005, il che lo ha portato a rientrare in Artsakh più tardi nello stesso anno per diventare vice comandante dell'esercito di difesa. È stato nominato dal Presidente Bako Sahakyan nel 2015 come ministro della Difesa, carica che ha ricoperto per poco più di tre anni prima di essere sostituito nel dicembre 2018.
In seguito ha ricoperto il ruolo di Capo della Protezione civile dell'Artsakh e quindi nel giugno 2019 è stato nominato Capo della polizia.
Nel settembre 2019, l'Assemblea nazionale dell'Armenia lo ha inviato a partecipare come membro di una commissione speciale dedicata ad esaminare la guerra dei quattro giorni in Nagorno Karabakh. Attualmente è sposato e ha tre figli.

## Riconoscimenti
- Ordine della croce di combattimento, 1º grado
- Ordine della croce di combattimento, 2º grado
- Ordine di Vardan Mamikonian
- Ordine di Andranik Ozanyan
- Medaglia "Ammiraglio Isakov"